# Матчи женской сборной России по волейболу 2000
В 2000 году женская сборная России по волейболу приняла участие в двух официальных турнирах, проводимых под эгидой ФИВБ.

## Турниры и матчи

### Гран-при
| 4 августа. Яла (Таиланд). Россия — Южная Корея 3:2 (20:25, 25:22, 25:11, 25:27, 15:10). Предварительный этап. 1-й тур. Группа «В» |
| --- |

Россия: ???

Южная Корея: ???
| 5 августа. Яла (Таиланд). Россия — Италия 3:0 (25:17, 25:23, 25:21). Предварительный этап. 1-й тур. Группа «В» |
| --- |

Россия: ???

Италия: ???
| 6 августа. Яла (Таиланд). Россия — Куба 0:3 (18:25, 22:25, 16:25). Предварительный этап. 1-й тур. Группа «В» |
| --- |

Россия: ???

Куба: ???
| 11 августа. Фэншань (Тайвань). Россия — Италия 3:0 (25:15, 25:18, 25:16). Предварительный этап. 2-й тур. Группа «С» |
| --- |

Россия: ???

Италия: ???
| 12 августа. Фэншань (Тайвань). Россия — Япония 3:0 (25:16, 25:11, 25:20). Предварительный этап. 2-й тур. Группа «С» |
| --- |

Россия: ???

Япония: ???
| 13 августа. Фэншань (Тайвань). Россия — Бразилия 3:0 (25:23, 25:21, 25:21). Предварительный этап. 2-й тур. Группа «С» |
| --- |

Россия: ???

Бразилия: ???
| 18 августа. Манила (Филиппины). Россия — Южная Корея 3:2 (25:21, 19:25, 18:25, 25:19, 15:13). Предварительный этап. 3-й тур. Группа «F» |
| --- |

Россия: ???

Южная Корея: ???
| 19 августа. Манила (Филиппины). Россия — Италия 3:1 (25:18, 20:25, 25:14, 25:19). Предварительный этап. 3-й тур. Группа «F» |
| --- |

Россия: ???

Италия: ???
| 20 августа. Манила (Филиппины). Россия — Бразилия 3:2 (25:18, 18:25, 20:25, 25:19, 19:17). Предварительный этап. 3-й тур. Группа «F» |
| --- |

Россия: ???

Бразилия: ???
| 26 августа. Манила (Филиппины). Россия — Бразилия 3:0 (25:20, 25:23, 25:22). Финальный этап. Полуфинал |
| --- |

Россия: Морозова, Шашкова, Година, Артамонова, Тищенко, Е.Василевская, Тюрина — либеро. Выход на замену: Гамова, Поташова.

Бразилия: ???
| 27 августа. Манила (Филиппины). Россия — Куба 1:3 (25:21, 15:25, 23:25, 21:25). Финальный этап. Финал |
| --- |

Россия: Морозова, Шашкова, Година, Артамонова, Тищенко, Е.Василевская, Тюрина — либеро. Выход на замену: Гамова, …

Куба: Коста, Руис, Бель, Торрес, Агуэро, Фернандес. Выход на замену: Франсия, …
Предварительную стадию очередного розыгрыша Гран-при сборная России закончила на 2-м месте и вышла в финальный этап турнира. Финальный раунд как и ранее был разыгран по системе плей-офф между четырьмя командами. В полуфинале российские волейболистки обыграли Бразилию, а в финале уступили кубинкам, завоевав серебряные медали соревнований.

### Олимпийские игры
| 16 сентября. Сидней (Австралия). Россия — Перу 3:0 (25:17, 25:13, 25:20). Предварительный этап. Группа «В» |
| --- |

Россия: Морозова (2), Шашкова (13), Година (18), Артамонова (7), Тищенко (5), Е.Василевская, Тюрина — либеро. Выход на замену: Беликова (4), Грачёва (3), Гамова

Перу: Гарсиа, Мой, Чихуан, Сото, Малага, Самудио, Васконсуэло — либеро. Выход на замену: Аита, Камере.
| 18 сентября. Сидней (Австралия). Россия — Куба 3:2 (20:25, 25:21, 21:25, 25:12, 15:13). Предварительный этап. Группа «В» |
| --- |

Россия: Морозова (4), Шашкова (17), Година (17), Артамонова (21), Тищенко (10), Е.Василевская, Тюрина — либеро. Выход на замену: Гамова (3), Грачёва (5)

Куба: Фернандес, Коста, Бель, Торес, Агуэро, Руис. Выход на замену: Луис, Франсия.
| 20 сентября. Сидней (Австралия). Россия — Италия 3:1 (29:31, 25:18, 25:21, 25:19). Предварительный этап. Группа «В» |
| --- |

Россия: Морозова (3), Шашкова (16), Година (16), Артамонова (17), Тищенко (24), Е.Василевская (2), Тюрина — либеро. Выход на замену: Гамова (4), Грачёва (1), Саргсян.

Италия: Каччатори, Риньери, Леджери, Тогут, Паджи, Пиччинини, де Тассис — либеро. Выход на замену: Мелло, Мифкова, Бертини.
| 22 сентября. Сидней (Австралия). Россия — Германия 3:2 (25:23, 23:25, 14:25, 28:26, 15:6). Предварительный этап. Группа «В» |
| --- |

Россия: Морозова (6), Шашкова (17), Година (20), Артамонова (26), Тищенко (6), Е.Василевская (2), Тюрина — либеро. Выход на замену: Беликова (2), Гамова, Грачёва, Саргсян (1).

Германия: ???
| 24 сентября. Сидней (Австралия). Россия — Южная Корея 3:0 (25:15, 25:21, 25:16). Предварительный этап. Группа «В» |
| --- |

Россия: Морозова (7), Шашкова (15), Година (22), Артамонова (16), Тищенко (4), Е.Василевская (1), Тюрина — либеро. Выход на замену: Беликова (1), Гамова, Грачёва (1), Поташова (1).

Южная Корея: ???
| 24 сентября. Сидней (Австралия). Россия — Китай 3:0 (27:25, 25:23, 28:26). Четвертьфинал |
| ---------------------------------------------------------------------------------------- |

Россия: Морозова (3), Шашкова (12), Година (23), Артамонова (12), Тищенко (12), Е.Василевская, Тюрина — либеро. Выход на замену: Гамова (2), Грачёва

Китай: Хэ Ци, Сунь Юэ, Хуэй Чаожань, Цю Айхуа, Инь Инь, Ву Юнмэй, Ли Янь — либеро. Выход на замену: Чжу Юньин, Ву Дань, Чэнь Цзин.
| 26 сентября. Сидней (Австралия). Россия — США 3:2 (25:15, 23:25, 25:15, 26:28, 15:8). Полуфинал |
| ----------------------------------------------------------------------------------------------- |

Россия: Морозова (3), Шашкова (23), Година (28), Артамонова (26), Тищенко (10), Е.Василевская (3), Тюрина — либеро. Выход на замену: Гамова, Грачёва, Беликова (2).

США: Боун, Уолш, Кросс-Бэттл, Скотт, А Моу, Том, Сикора — либеро. Выход на замену: Норьега, Тагалоа.
| 30 сентября. Сидней (Австралия). Россия — Куба 2:3 (27:25, 34:32, 19:25, 18:25, 7:15). Финал |
| -------------------------------------------------------------------------------------------- |

Россия: Морозова (5), Шашкова (16), Година (22), Артамонова (24), Тищенко (9), Е.Василевская (3), Тюрина — либеро. Выход на замену: Грачёва (1), Гамова, Беликова.

Куба: Фернандес, Коста, Бель, Торрес, Агуэро, Руис. Выход на замену: Франсия.
Предварительный этап в группе «В» сборная России закончила на первом месте, победив в упорной борьбе своего основного соперника последних лет сборную Кубы. Не без проблем обыграв в первых двух раундах плей-офф команды Китая и США, российские волейболистки в драматичном противостоянии уступили тем же кубинкам в решающем финальном матче. Одержав верх в первых двух сетах, россиянки в третьем упустили нити игры и дальнейший её ход был уже полностью под контролем сборной Кубы, которая и выиграла олимпийское «золото», причём уже в третий раз подряд.

## Итоги
Всего на счету сборной России в 2000 году 19 официальных матчей. Из них выиграно 16, проиграно 3. Соотношение партий 51:23. Соперниками россиянок в этих матчах были национальные сборные 9 стран.
| Турнир           | И  | В | П | С/О   | Место |
| ---------------- | -- | - | - | ----- | ----- |
| Гран-при         | 11 | 9 | 2 | 28:13 | 2-е   |
| Олимпийские игры | 8  | 7 | 1 | 23:10 | 2-е   |

## Состав
В скобках после количество игр указано число матчей, проведённых волейболисткой в стартовом составе + в качестве либеро.
| №  | Игрок                    | Год рождения | Амплуа      | Клуб       | Турниры и игры | Турниры и игры | Всего матчей |
| №  | Игрок                    | Год рождения | Амплуа      | Клуб       | ГП             | ОИ             | Всего матчей |
| -- | ------------------------ | ------------ | ----------- | ---------- | -------------- | -------------- | ------------ |
| 1  | Ольга Поташова           | 1976         | нападающая  | «Уралочка» | ?              | 1              |              |
| 2  | Наталья Морозова         | 1973         | центральная | «Уралочка» | ?              | 8 (8)          |              |
| 3  | Анастасия Беликова       | 1979         | центральная | «Уралочка» | ?              | 5              |              |
| 4  | Елена Тюрина (Батухтина) | 1978         | либеро      | «Уралочка» | ?              | 8 (0+8)        |              |
| 5  | Любовь Шашкова           | 1977         | нападающая  | «Уралочка» | ?              | 8 (8)          |              |
| 6  | Елена Година             | 1977         | нападающая  | «Уралочка» | ?              | 8 (8)          |              |
| 8  | Евгения Артамонова       | 1975         | нападающая  | «Капо Суд» | ?              | 8 (8)          |              |
| 9  | Елизавета Тищенко        | 1975         | центральная | «Уралочка» | ?              | 8 (8)          |              |
| 10 | Елена Василевская        | 1978         | связующая   | «Уралочка» | ?              | 8 (8)          |              |
| 11 | Екатерина Гамова         | 1980         | нападающая  | «Уралочка» | ?              | 8              |              |
| 12 | Татьяна Грачёва          | 1973         | связующая   | «Уралочка» | ?              | 8              |              |
| 13 | Инесса Саргсян           | 1975         | центральная | «Уралочка» | ?              | 2              |              |

- Главный тренер — Николай Карполь.
- Тренер — Валентина Огиенко.

Всего в 2000 году в составе сборной России в официальных турнирах играло 12 волейболисток.

## Другие турниры
Кроме официальных соревнований сборная России приняла участие двух международных турнирах — в Москве (Россия) и Volley Masters в Монтрё (Швейцария). Результаты сборной России:
- Турнир в Москве. 19—20 апреля.

США 3:0, Япония 3:1. Итог — 1-е место.
- Volley Masters. 29 мая—3 июня.  Монтрё

Групповой этап — США 3:2, Китай 3:2, Нидерланды 3:0.
Полуфинал — Хорватия 3:0. Финал — Китай 0:3. Итог — 2-е место.